# Rolf Moebius
Pour les articles homonymes, voir Moebius.
Rolf Johannes Martin Moebius (né le 27 juillet 1915 à Riesa, mort le 4 juin 2004 à Berlin) est un acteur allemand.

## Biographie
Après avoir été à l'école d'art dramatique du Staatstheater Berlin, il commence au théâtre. Il fait également une carrière au cinéma et a son premier grand rôle dans Permission sur parole. Après la Seconde Guerre mondiale, il privilégie le théâtre puis revient au cinéma en 1949 et tourne régulièrement dans les années 1950.
Il joue la dernière fois en 1976 dans le film Les Nouvelles Souffrances du jeune W. Il se consacre ensuite au théâtre et joue jusqu'à ses 80 ans.

## Filmographie

### Cinéma
- 1936 : Les Vaincus
- 1937 : Ballerina : Duc de Reichstadt
- 1938 : Permission sur parole : Leutnant Walter Prätorius
- 1938 : Triad : Ulrich von Möller - sein Sohn
- 1939 : Das Gewehr über : Paul Hartwig
- 1939 : Meurtre au music-hall : Hans Günther
- 1939 : Play in the Summer Breezes : Percy Averhoff
- 1939 : Wir tanzen um die Welt : Herbert
- 1945 : Die Jahre vergehen : Peter Behrendsen, Sohn von Irene und Georg
- 1945 : Wir sehn uns wieder : Jochen Gröner - Oberleutnant
- 1949 : Verspieltes Leben : Leutnant Dieter Lorenzen
- 1950 : Die Lüge
- 1951 : Begierde : Paul - ein Maler
- 1951 : Das ewige Spiel
- 1951 : Das späte Mädchen : Brüggemann
- 1952 : Le Cœur du monde
- 1952 : Straße zur Heimat : Walter Neuhauser
- 1953 : Der Feldherrnhügel : Herzog Karl Eberhard
- 1953 : Tödliche Liebe : Polizeireporter
- 1955 : Der Hauptmann und sein Held
- 1955 : Ein Polterabend : Adolf 'Brennglas' Glasbrenner
- 1955 : Le 20 Juillet : Ordonnanzoffizier
- 1956 : Besondere Kennzeichen: keine : Werner Schneider
- 1956 : Treffpunkt Aimée : Dr. Markus (en tant que Rolf Moebius)
- 1958 : Das verbotene Paradies : Amtsrichter (en tant que Rolf Moebius)
- 1958 : Les misérables : L'avocat général
- 1958 : U 47 – Kapitänleutnant Prien : Stabschef
- 1959 : Aus dem Tagebuch eines Frauenarztes : Georg Callway
- 1959 : R.P.Z. appelle Berlin : Adjutant
- 1960 : Le Diabolique Docteur Mabuse : Police-Officer
- 1965 : Heidi : Dr. Rudolf Classen
- 1969 : Herzblatt oder Wie sag ich's meiner Tochter? : 2. Herr im Ministerium
- 1970 : Heintje - Einmal wird die Sonne wieder scheinen : Bankangestellter
- 1976 : Die neuen Leiden des jungen W.

### Télévision

#### Séries télévisées
- 1966 : Der Fall Kaspar Hauser : Dr. med. Preu
- 1967 : Das Kriminalmuseum : Kriminalrat Odenwald
- 1970 : Die seltsamen Methoden des Franz Josef Wanninger : Dr. Siegel
- 1970 : Gestern gelesen : Direktor Schröder
- 1970 : John Klings Abenteuer : Prof. Seton
- 1970 : Pater Brown : Arzt
- 1971 : Drüben bei Lehmanns : Wirt Neuberger
- 1971 : Recht oder Unrecht
- 1972 : Die Pulvermänner : Baron von Bröms
- 1972 :  Die rote Kapelle / L'Orchestre rouge : Oberst Rohleder
- 1973 : Hamburg Transit
- 1973 : Unser Dorf
- 1976 : Direktion City : Peter
- 1978 : Tatort
- 1986 : Detektivbüro Roth

#### Téléfilms
- 1954 : Streit um Percy : George Walker
- 1957 : Gefährliche Kurve : Robert Caplan
- 1958 : Das Glück sucht seine Kinder : Dr. Kurt Rieder
- 1958 : Die Abiturientin : Professor Dr. Erhart Wilfinger
- 1960 : Instinkt ist alles : Spence (en tant que Rolf Moebius)
- 1965 : Doktor Murkes gesammelte Nachrufe : Brodelünne
- 1966 : Der Prozeß: Oscar Wilde
- 1967 : Ivar Kreuger der Zündholzkönig : Donald Durant
- 1968 : Novemberverbrecher - Eine Erinnerung : Oberst im Generalstab
- 1969 : Der Kidnapper : Kriminaloberrat Wallenberg
- 1976 : Verdunkelung : Polizeipräsident
- 1979 : Gedankenketten : Vater